# Hemingford Abbots
Hemingford Abbots – wieś w Anglii, w hrabstwie Cambridgeshire, w dystrykcie Huntingdonshire. Leży 20 km na północny zachód od miasta Cambridge i 90 km na północ od Londynu. W 2001 miejscowość liczyła 584 mieszkańców.